# Саня Атанасовська
Саня Атанасовська (мак. Сања Атанасовска) — македонська журналістка та поетеса, народилася 21 грудня 1985 року в Куманово.

## Біографія
Вона закінчила середню освіту в середній школі імені Гоце Делчева в Куманово. Продовжила освіту в Школі журналістики Македонського медіа інституту в Скоп’є. Працювала в кількох ЗМІ, зокрема на Національному телебаченні А1.
У 2015 році видала поетичну збірку «Лист десяти пальців», яка отримала премію Лісновських дзвонів за найкращу дебютну книжку. У 2017 році опублікувала електронну книгу поезії «Тапија од животот» від Фундації Македоніка і того ж року отримала премію Караманова за збірку поезій «Стаклена градина». Збірка поезій «Стаклена градина» має також аудіоверсію. У 2017 році здобула третє місце на літературному фестивалі «Панонська чайка» в Суботиці, Сербія. У 2019 році перебувала на літературній резиденції в Цетинє, Чорногорія. У 2019 році Атанасовська опублікувала поетичну збірку «Шафране мој» у виданні «Слово љубве - букви букс» в Скоп'є, а у 2020 році у цьому ж видавництві видала поетичну збірку «Афродита трча по ветерници». Поетеса друкує вірші в кількох часописах регіону та за його межами.

## Твори
- Писмото на десетте прсти, поезія, 2015
- Тапија од животот, поезія, (електронска книга), 2017
- Стаклена градина, поезія,  2017
- Шафране мој, поезія, 2019
- Афродита трча по ветерници, поезія, 2020

## Нагороди
- Премія Лісновських дзвонів;
- премія Караманова;
- ІІІ премія на міжнародному літературному фестивалі «Панонська чайка» – Суботиця